# Cicurina serena
Cicurina serena là một loài nhện trong họ Dictynidae.
Loài này thuộc chi Cicurina. Cicurina serena được Willis J. Gertsch miêu tả năm 1992.